# Norbert Hahn
Pour les articles homonymes, voir Hahn.
Norbert Hahn, né le 6 janvier 1954 à Elbingerode, est un ancien lugeur est-allemand. Il a pratiqué ce sport au plus haut niveau durant les années 1970. Il a notamment remporté deux médailles olympiques dont deux titres en double en 1976 à Innsbruck et 1980 à Lake Placid (tous deux avec Hans Rinn), ainsi que quatre médailles aux Championnats du monde dont deux titres en double en 1975 et 1977.
Après la fin de sa carrière, il s'est reconverti en tant qu'entraîneur de l'équipe nationale allemande de luge,, et est responsable depuis peu des jeunes lugeurs allemands.

## Palmarès
| Compétitions / Année             | Compétitions / Année | 1973 | 1974 | 1975 | 1976 | 1977 | 1978 | 1979 | 1980 |
| -------------------------------- | -------------------- | ---- | ---- | ---- | ---- | ---- | ---- | ---- | ---- |
| Jeux olympiques d'hiver (Double) |                      |      |      |      | 1er  |      |      |      | 1er  |
| Championnats du monde (Double)   |                      | 2e   |      |      |      | 1er  | 3e   | 2e   |      |
| Championnats d'Europe (Double)   |                      | 1er  | 2e   | 1er  |      | 2e   | 1er  | 2e   | 1er  |